# System 6
System 6 oder Macintosh System Software 6 (manchmal auch nur „System Software 6“) ist ein Betriebssystem von Apple, das im Juni 1988 für die Macintosh-Computer-Serie veröffentlicht wurde. Es folgt auf System Software 5 und geht auf die mit dem originalen Macintosh-Computer von 1984 veröffentlichte Macintosh System Software (später in Mac OS umbenannt) zurück; das Nachfolgebetriebssystem System 7 erschien 1991.

## Beschreibung
System 6 wurde entweder auf fünf 800-kB- oder auf zwei 1,44-MB-Disketten ausgeliefert. Es läuft auf allen Macintosh-Computern, auf denen auch System Software 5 lief, also mit Ausnahme des originalen Macintosh (128k und 512k) von 1984 auf allen Systemen mit den Prozessoren Motorola 68000, 68020 und 68030. Das erste Modell des Macintosh Quadra von 1991 nutzt bereits einen Motorola-68040-Prozessor und ist daher nicht mit System 6 kompatibel.
Wie bereits System 1.0 von 1984 ist System 6 in großen Teilen in 68k-Assembler und in Pascal geschrieben. Es fühlt sich dadurch gerade auf älterer Hardware deutlich performanter an als sein Nachfolger System 7 und benötigt gleichzeitig relativ wenig Ressourcen: eine minimale Installation belegt nur 460 kB Speicherplatz auf der Festplatte (oder Diskette) und nach dem Betriebssystemstart nur 320 kB Hauptspeicher. Eine Standardinstallation (englisch Easy Install) belegt 1,4 MB Speicherplatz und 650 kB Hauptspeicher. System 6 läuft hervorragend auf Macs, die keine Festplatte, sondern nur ein oder zwei Diskettenlaufwerke besitzen.
Wie schon bei der System Software 5 bietet System 6 durch den MultiFinder kooperatives Multitasking: wird aus dem MultiFinder heraus ein Programm gestartet, so bleibt dieser im Speicher erhalten und übergibt die Kontrolle an das gestartete Programm. Wird dieses beendet oder übergibt die Kontrolle zurück an den MultiFinder, so kann dieser in dem Zustand weitermachen, in dem er die Kontrolle abgegeben hat. Finder und MultiFinder können jedoch nicht zugleich ausgeführt werden. Das Umstellen zwischen den beiden Finder-Varianten erfordert einen Neustart. Auf Macs mit wenig Speicher bietet sich durch Verwendung des klassischen Finder jedoch der Vorteil, dass mehr Arbeitsspeicher für das jeweils ausgeführte Programm zur Verfügung steht, da sich bei einem Programmstart der Finder stets beendet und aus dem Arbeitsspeicher löscht.

## Veröffentlichungen
Mit dem Macintosh IIx wurde im September 1988 System 6.0.1 veröffentlicht. Version 6.0.2 folgte Ende 1988. Beim Macintosh SE/30 und beim Macintosh IIcx war im Januar 1989 System 6.0.3 enthalten. Der Macintosh IIci und der Macintosh Portable wurde im September 1989 mit System 6.0.4 ausgeliefert. System 6.0.5 wurde mit dem Macintosh IIfx im März 1990 veröffentlicht. Der Macintosh Classic, der Macintosh IIsi sowie der Macintosh LC wurden mit System 6.0.6 ausgeliefert, das allerdings Stabilitätsprobleme und Fehler aufwies. Es wurde daher kurz darauf im Oktober 1990 durch System 6.0.7 ersetzt. System 6.0.8 wurde im April 1991 bereits nach der Veröffentlichung von System 7 (März 1991) bereitgestellt.
Die letzte Version von System 6 ist Version 6.0.8L vom Februar 1992.
Auf dem Macintosh Classic ist im ROM ein System 6.0.3 enthalten, das mittels der Tastenkombination ⌥ (Opt)+Alt+X+O gestartet werden kann. Der Macintosh Classic ist somit der einzige Mac, der jemals ohne Diskette oder Festplatte gestartet werden konnte.

## Technische Daten
System 6 bietet 24-Bit-Speicherzugriff, jedoch ohne virtuellen Speicher, und kann auf insgesamt 8 MB Arbeitsspeicher, 10 MB beim Macintosh LC und LC II, zugreifen. Es unterstützt Festplatten ebenso wie CD-ROM- und Zip-Laufwerke. Das Hierarchical File System (HFS) kann Partitionen bis zu 2 GB Größe verwalten. Mit einer passenden NuBus-Grafikkarte unterstützt System 6 Bildschirmauflösungen bis zu 1600×1200 in 24-Bit-Farbtiefe. Neben Modems wird mit passender Hardware auch Ethernet unterstützt.
Mit Zusatzsoftware kann der 24-Bit-Speicherzugriff auf bis zu 14 MB Arbeitsspeicher erhöht und virtueller Speicher aktiviert werden. Auch ist es mit Einschränkung möglich, den 32-Bit-Modus zu aktivieren, der jedoch mit einigen existierenden Macintosh-Programmen (u. a. auch dem MultiFinder) nicht kompatibel ist. Da die 8-MB-Speicherbeschränkung auf einigen Macintosh-Modellen auch unter System 7 noch existiert, lizenzierte Apple MODE32 von Connectix für die Modelle Macintosh II, IIx, IIcx und SE/30. Für System 6 waren dazu nur kostenpflichtige Programme erhältlich (OPTIMA, MAXIMA und Virtual von Connectix).

## Versionsgeschichte
System 6 folgte auf die „Macintosh System Software 5“ und wurde deshalb auch als „Macintosh System Software 6“ bezeichnet. Erstmals wurden die Versionen von Betriebssystem (Kernel), Finder und Gesamtsystem vereinheitlicht, wobei jedoch der Finder eine um eins erhöhte Sub-Versionsnummer aufweist (6.1 statt 6.0), da dieser bereits unter System Software 5 in der Version 6.0 enthalten war.
| Datum      | Version | Version | Version     | Version     | Macintosh-Modelle                                                                  | Kommentare |
| Datum      | System  | Finder  | MultiFinder | LaserWriter | Macintosh-Modelle                                                                  | Kommentare |
| ---------- | ------- | ------- | ----------- | ----------- | ---------------------------------------------------------------------------------- | --- |
| Apr. 1988  | 6.0     | 6.1     | 6.0         | 5.2         | XL, 512Ke, Plus, SE, II                                                            | |
| Aug. 1988  | 6.0.1   | 6.1     | 6.0.1       | 5.2         | XL, 512Ke, Plus, SE, II, IIx                                                       | |
| Sept. 1988 | 6.0.2   | 6.1     | 6.0.1       | 5.2         | XL, 512Ke, Plus, SE, II, IIx                                                       | |
| Dez. 1988  | 6.0.3   | 6.1     | 6.0.3       | 5.2         | XL, 512Ke, Plus, SE, II, IIx, Classic, SE/30, IIcx                                 | Letzte Version, die auf dem Macintosh XL mit MacWorks Plus läuft. Für neuere Versionen wird MacWorks Plus II benötigt. |
| Sept. 1989 | 6.0.4   | 6.1.4   | 6.0.4       | 5.2         | XL, 512Ke, Plus, SE, II, IIx, SE/30, IIcx, IIci, Portable                          | |
| März 1990  | 6.0.5   | 6.1.5   | 6.0.5       | 5.2         | XL, 512Ke, Plus, SE, II, IIx, SE/30, IIcx, IIci, Portable, IIfx                    | |
| 1990       | 6.0.6   | 6.1.6   | 6.0.6       | 5.2         | XL, 512Ke, Plus, SE, II, IIx, SE/30, IIcx, IIci, Portable, IIfx, Classic, IIsi, LC | Diese Version wurde kurz nach dem Erscheinen mit dem Macintosh Classic, IIsi und LC durch Version 6.0.7 ersetzt, da sie Fehler aufwies, die das System instabil werden ließ. |
| Okt. 1990  | 6.0.7   | 6.1.7   | 6.0.7       | 5.2         | XL, 512Ke, Plus, SE, II, IIx, SE/30, IIcx, IIci, Portable, IIfx, Classic, IIsi, LC | |
| Apr. 1991  | 6.0.8   | 6.1.8   | 6.0.8       | 7.0         | XL, 512Ke, Plus, SE, II, IIx, SE/30, IIcx, IIci, Portable, IIfx, Classic, IIsi, LC | |
| Feb. 1992  | 6.0.8L  | 6.1.8   | 6.0.8       | 7.0         | LC, Classic, LC II, Classic II, PowerBook 100                                      | Das „L“ steht für englisch Limited, also eingeschränkt, da diese Version spezifisch für den Macintosh LC II und den Macintosh Classic II gedacht war und nur auf den gelisteten Modellen lauffähig ist. System 6.0.8L ist eine Wartungsversion (englisch Maintenance Release), um in einem Netzwerk die Kompatibilität mit anderen Macintosh-Computern, auf denen System 7 läuft, zu gewährleisten. |